# Stazione di Albissola Capo
La stazione di Albissola Capo è stata la prima stazione ferroviaria di Albisola, posta sul vecchio tracciato a binario unico della ferrovia Genova-Ventimiglia. È stata dismessa nel 1977 insieme al tratto di ferrovia dove si trovava a causa dell'apertura al servizio del nuovo tratto a doppio binario. All'apertura al servizio del nuovo tracciato venne attivata anche la nuova stazione di Albisola.

## Storia
La stazione venne inaugurata con la denominazione di "Albissola Capo", che mantenne fino alla sua soppressione, in concomitanza con l'apertura del tratto Savona Letimbro-Genova Voltri il 25 maggio 1868.
Alla stazione, e quindi sulla linea, fino al 1964 transitavano ancora convogli trainati da locomotive come le E.550, E.551 ed E.554. Da quella data l'intera tratta dove era posto l'impianto venne convertita nel sistema a corrente continua ed il trifase perdeva uno dei suoi capisaldi principali, oltre a Genova anche Torino nel 1961.
Venne dismessa nel 1977 a causa dell'apertura del nuovo tratto di ferrovia a doppio binario da Varazze a Finale Ligure. Alla sua chiusura venne attivata la nuova stazione omonima posta più all'interno mentre la vecchia stazione di Albisola era ubicata nelle vicinanze della fascia costiera.

## Strutture e impianti

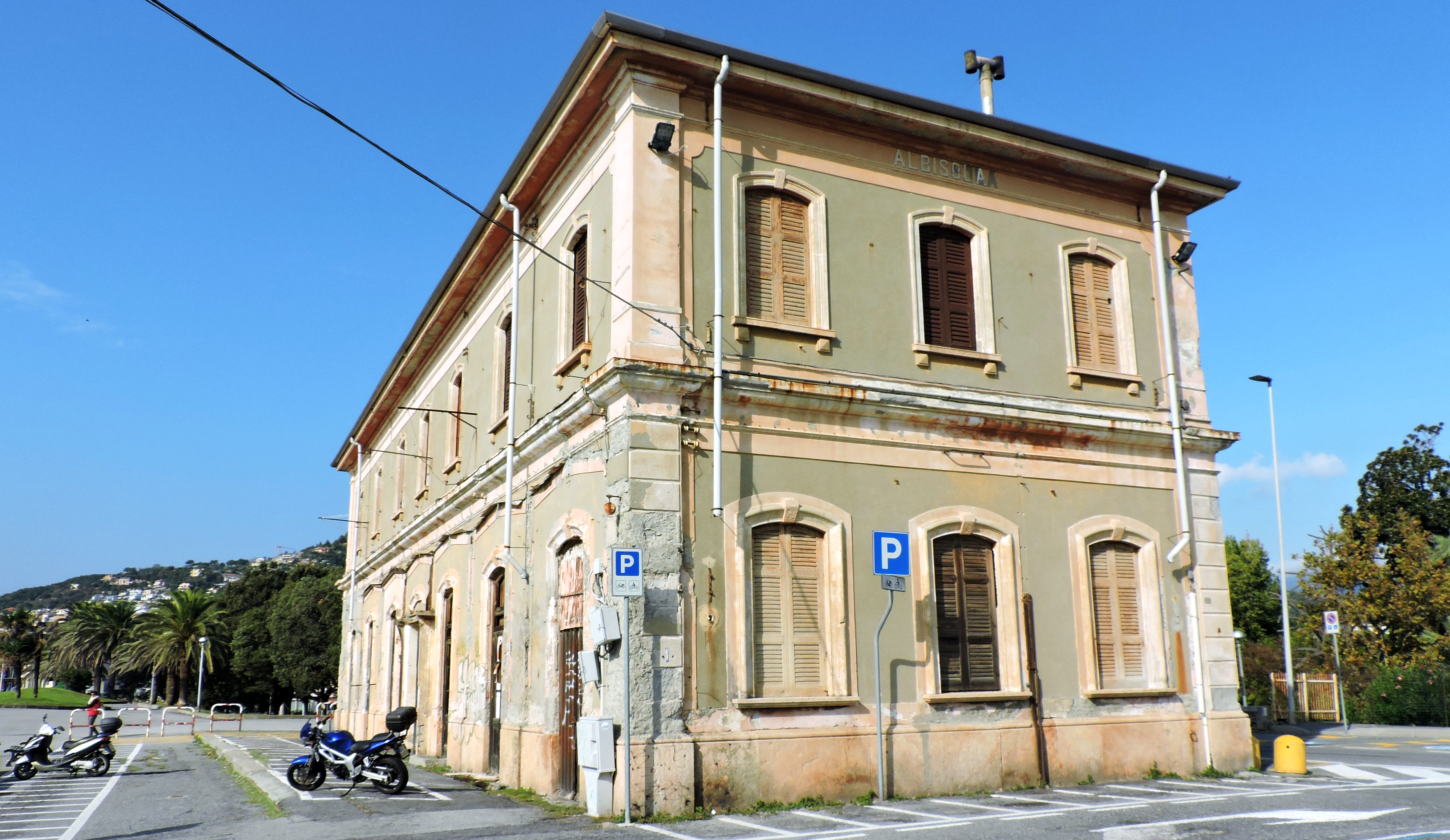
L'ex fabbricato viaggiatori nel 2016

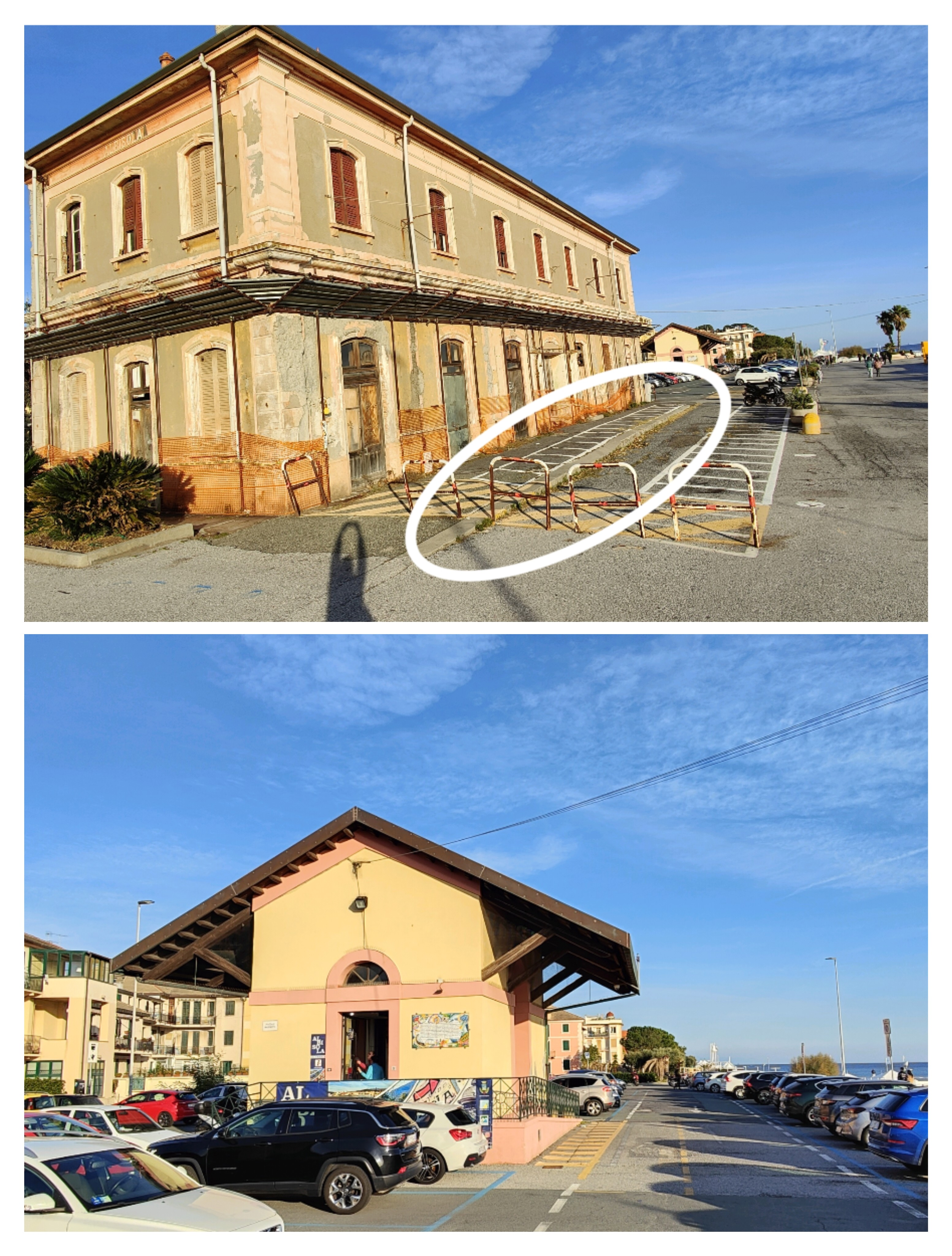
Il fabbricato viaggiatori nel 2022 con la banchina originale e il magazzino merci (riqualificato in ufficio per il turismo)

La stazione era composta da un fabbricato viaggiatori, da uno scalo merci dotato di un piano caricatore, un magazzino merci e da un tronchino che serviva la banchina di carico e scarico. Vi erano inoltre 4 binari di cui due serviti da banchina e quindi adibiti principalmente al servizio passeggeri; gli altri due, sprovvisti di marciapiede, erano usati come binari di scalo o di accantono per i materiale rotabile.
In seguito alla sua soppressione vennero apportati vari interventi di smantellamento per i binari e per le linee aeree, risalenti all'epoca del trifase, per la pensilina in ferro battuto e per l'ufficio del capostazione, annesso al fabbricato viaggiatori. Al posto dell'ex sedime vi è ora un parcheggio ed una strada chiamata via della Marina.